# جهاد سازندگی
جهاد سازندگی نهادی انقلابی بود، که در تاریخ ۲۷ خرداد ۱۳۵۸ با فرمان روح‌الله خمینی، و با شعار رسیدگی به مناطق محروم و دور افتاده در ایران تأسیس شد. این نهاد در ۷ آذر ۱۳۶۲ به وزارت جهاد سازندگی ارتقاء پیدا کرد و به وزارتخانه‌ای در دولت جمهوری اسلامی ایران تبدیل شد.
در پی ادغام با وزارت کشاورزی، در دی‌ماه ۱۳۷۹، جهاد سازندگی فعالیت خود را تحت عنوان وزارت جهاد کشاورزی ادامه داد که هم‌اکنون نیز یکی از وزارتخانه‌های دولت به‌شمار می‌آید. در ضمن این نهاد در حال حاضر زیاد فعال نیست.

## دلایل تأسیس
اندیشه تأسیس جهاد سازندگی نخستین بار، با عنوان طرح اعزام گروه‌های ۱۰ نفره دانشجویی به مناطق محروم و با پیشنهاد یکی از اعضای هیئت علمی دانشکده فنی دانشگاه تهران مطرح شد. سپس طرح موضوع به رهبر جمهوری اسلامی؛ سید روح‌الله خمینی داده شد و او در ۲۷ خرداد ۱۳۵۸ فرمان تشکیل جهاد سازندگی را صادر کرد. افرادی همچون سید محمد بهشتی از حامیان نخست تشکیل این نهاد بودند. 
قبل از اینکه جهاد سازندگی به طور رسمی در تاریخ 16 تا 17 ژوئن به یک سازمان انقلابی تبدیل شود، اعضای بنیان‌گذار آن شعبه‌ها را تأسیس کرده، داوطلبان را جذب کرده و پروژه‌ها و خدماتی را در سطح پایه با تایید و تشویق دولت، اما با حمایت مالی و مادی محدود، ارائه می‌دادند. در این شرایط، اعضای جهاد سازندگی و داوطلبانی که جذب کرده بودند، ابتدا به ابتکار شخصی خود، شبکه‌های خانوادگی و منابع خصوصی تکیه می‌کردند. در مقایسه با همتایان خود از تهران و دیگر شهرها، اعضای مؤسس جهاد سازندگی که در استان‌ها و روستاها متولد و بزرگ شده بودند، توانستند از تماس‌ها و دانش محلی خود در حین تأسیس شعبه‌ها، جذب داوطلبان و اجرای پروژه‌ها و خدمات بهره‌برداری کنند. هنگامی که در استان‌ها و روستاهای ناشناخته فعالیت می‌کردند، اعضای مؤسس جهاد سازندگی از تهران و سایر شهرها و حتی اعضای خود استان‌ها و روستاها، نیروی کار یا نیروی انسانی محلی (نیروهای بومی) را جذب و آموزش می‌دادند که دارای ارتباطات و دانش محلی بیشتری بودند – این یک شیوه سازمانی متفاوت از سپاه شاه بود. نیروی کار یا کارمندی محلی که جهاد سازندگی جذب، آموزش و به استان‌ها و روستاها اعزام کرده بود، نه تنها این امکان را فراهم کرد که ارتباطات و دانش محلی خود را گسترش دهد، بلکه اعتماد روستاییان را نیز که به آنها خدمت می‌کرد، به ویژه در مناطق مرزی آذربایجان، خوزستان، کردستان، سیستان و بلوچستان و ترکمن صحرا که اهل تسنن و اقوام مختلف در آنجا زندگی می‌کردند و دارای مشکلات و بی‌نظمی‌های خاص خود بودند، جلب نماید. در مصاحبه‌ها و بحث‌ها، اعضای سابق جهاد سازندگی بیان کردند که به این مناطق اعزام شده‌اند به دلیل فقر شدید و توسعه نیافتگی آن‌ها. در مقایسه با مناطق فارسی‌زبان و شیعه‌نشین کشور، مناطق اهل تسنن و اقوام مختلف به‌طور تاریخی توجه، سرمایه‌گذاری و کمکی از سوی دولت مرکزی دریافت نکرده بودند. علاوه بر جمعیت اهل تسنن و اقوام مختلف، این مناطق از تهران فاصله زیادی داشتند و در حاشیه کشور و در زمین‌های صعب‌العبور و شرایط جوی سخت کوه‌ها و بیابان‌ها واقع شده بودند. این امر تا حدی توضیح می‌دهد که چرا این مناطق به‌طور سنتی از سوی دولت نادیده گرفته شده و کمتر به خدمات عمومی و اجتماعی آن دسترسی داشتند. همان‌طور که به‌زودی توضیح داده خواهد شد، دموگرافی مذهبی و قومی، دوری جغرافیایی، و شرایط نامساعد توسعه‌ای و اجتماعی-اقتصادی این مناطق، مخالفت آنها با دولت را برانگیخت. این وضعیت فرصتی را برای جهاد سازندگی فراهم کرد تا پروژه‌ها، خدمات و فعالیت‌های دیگری را در این مناطق کمتر توسعه یافته انجام دهد تا جمعیت‌های حاشیه‌نشین، بی‌بضاعت و ناراضی آن‌ها را آرام کند و جذب نماید. پیشینه‌های استانی و روستایی برخی از اعضای بنیان‌گذار جهاد سازندگی به طور شخصی آن‌ها را ترغیب کرد تا شرایط توسعه‌ای و اقتصادی اجتماعی استان‌ها و روستاهای زادگاه خود و دیگران را بهبود بخشند.
پس از وقوع انقلاب ۱۳۵۷ با توجه به ضرورت انجام اقدامات وسیع و سریع در راستای آنچه محرومیت‌زدایی و افزایش تولیدات کشاورزی و توسعه و عمران روستاها اعلام گردید، با وجود فعال بودن ارگان‌های رسمی دولتی در این حوزه‌ها، نهاد جهاد سازندگی در ۲۷ خرداد ماه ۱۳۵۸ با فرمان روح‌الله خمینی، با شعار فراهم آوردن نهضتی همه‌جانبه برای مبارزه با فقر و محرومیت بجا مانده از رژیم گذشته و توسعه و عمران روستایی، به وجود آمد. هدف اصلی خمینی لغو سیستم تقسیم اراضی و احیای سیستم یکپارچگی اراضی حتی تحت مالکیت مستقیم دولت بود، ولی همان‌طور که خودش در سخنرانی ۱۲ بهمن سال ۱۳۵۷ گفت؛ این طرح ممکن است ۲۰ سال طول بکشد، تا عملی شود در حالی‌که ۴۰ سال از انقلاب جمهوری اسلامی ایران گذشته و هنوز احیاء نشده است گویا مقاومت شدید کشاورزان و نبود برنامه منسجم و پیگیر دلیل عدم موفقیت طرح مذکور بوده است.
سازمان جهاد سازندگی در حال تعیین اهداف و آغاز پروژه‌های اولویت‌دار بود که عراق در شهریور ۱۳۵۹ به جنوب غربی ایران حمله غافلگیرانه کرد؛ جنگ متعاقب آن هشت سال به طول انجامید و در این مدت بسیاری از اعضای جهاد در جبهه‌ها خدمت کردند. علیرغم جنگ و کمبود بودجه دولتی برای پروژه‌های غیرنظامی، جهاد در واقع بین سال‌های ۱۳۵۹ تا ۱۳۶۷ پروژه‌های زیرساختی روستایی متعددی را به اتمام رساند. فعالیت‌های آن پس از جنگ به طور قابل توجهی گسترش یافت، به ویژه در دوران ریاست جمهوری اکبر هاشمی رفسنجانی (۱۳۶۸-۱۳۷۶) که بازسازی پس از جنگ را به یک اولویت ملی تبدیل کرد. در حوزه زیرساخت‌ها، جهاد بر ساخت جاده‌های روستایی و برق‌رسانی به روستاها تمرکز کرد. اینها هر دو پروژه‌هایی دلهره‌آور برای کشوری به بزرگی، کوهستانی بودن و توسعه‌نیافتگی ایران در سال ۱۳۵۷ بودند. به عنوان مثال، در زمان انقلاب تنها ۴۷۹۰ مایل جاده روستایی وجود داشت که بیشتر آنها آسفالت نشده بودند؛ اکثریت قریب به اتفاق روستاها از طریق مسیرهای خاکی مورد استفاده برای تردد پیاده و حیوانات به سایر نقاط پرجمعیت متصل بودند. در ۲۰ سال منتهی به اسفند ۱۳۷۷، جهاد حدود ۳۶۶۶۰ مایل جاده روستایی دو لاین ساخت؛ اینها شامل جاده‌های آسفالته و شن‌ریزی شده و در موارد لزوم، پل‌هایی برای عبور از بستر رودخانه‌ها و گودال‌ها و همچنین تونل‌ها بودند. این جاده‌ها هزاران روستا را به مناطق شهری و به شبکه بزرگراه‌های ملی متصل کردند؛ تا سال ۱۳۸۷ کمتر از ۱۰ درصد از کل روستاها هنوز نسبتاً غیرقابل دسترس بودند، مگر با استفاده از حیوانات بارکش. در رابطه با برق‌رسانی روستایی، در زمان انقلاب تنها ۴۳۰۰ روستا – ۶ درصد از کل کشور – برق داشتند، که اکثریت قریب به اتفاق آنها روستاهای نزدیک به شهرها یا مجاور خطوط برق سراسری بودند. تا اسفند ۱۳۷۹، جهاد، با همکاری وزارت نیرو، برق را به ۹۹ درصد از کل خانه‌های روستایی گسترش داده بود. سایر پروژه‌های زیرساختی جهاد در روستاها شامل نصب سیستم‌های آب لوله‌کشی (که تا سال ۱۳۷۷ به ۸۵۰,۰۰۰ خانوار روستایی از مجموع ۴.۵ میلیون خانوار، آب آشامیدنی را فراهم کرد)، کشیدن خطوط تلفن و جایگزینی خانه‌های گلی و کاهگلی با خانه‌های آجری محکم‌تر بود. جهاد سازندگی در زمینه امکانات اجتماعی، بر ساخت مدارس ابتدایی تمرکز داشت، با این هدف که در هر روستای دارای ۱۰۰ خانوار یا بیشتر، یک مدرسه ابتدایی برای پسران و یک مدرسه برای دختران وجود داشته باشد. مدارس متوسطه پسرانه و دخترانه نیز در روستاهای بزرگتر ساخته می‌شدند؛ قرار بود گروه‌هایی از روستاهای کوچک و وزارت آموزش و پرورش در هر منطقه برای توسعه برنامه‌های حمل و نقل دانش‌آموزان متوسطه و دبیرستان به نزدیک‌ترین روستای بزرگ یا شهر برای ادامه تحصیل پس از ابتدایی همکاری کنند. از دیگر امکانات اجتماعی که جهاد در برخی روستاها ابتکار عمل را بر عهده گرفت، می‌توان به ساخت درمانگاه‌های بهداشتی، مساجد و حمام‌های عمومی اشاره کرد.
پروژه‌های کمک فنی کشاورزی جهاد متنوع بوده و برای پاسخگویی به الگوهای خاص محصولی و اقلیمی مناطق مختلف ایران طراحی شده‌اند. کمک‌های فنی شامل:
- همکاری با روستاییان در پروژه‌های گروهی مانند ساخت سیلوهای ذخیره‌سازی غلات، سیستم‌های آبیاری و اصطبل‌های بهداشتی برای نگهداری دام در زمستان.
- تسهیل اعتبارات بدون بهره برای خرید گله‌های گاو شیری، ماشین‌آلات کشاورزی و پمپ‌های آب.
- تأمین بذر، کود، سموم دفع آفات و خوراک دام یارانه‌ای.
- تعامل مستمر با تعاونی‌های کشاورزی که برای توسعه پروژه‌های محلی جهت فرآوری و بازاریابی محصولات زراعی و دامی خود تشویق می‌شوند.

## تاریخچه
اولین گروه‌های اعزامی تا تاریخ ۱۵ اسفند ۱۳۵۷ اعزام شده و به مدت ۳ ماه در این مناطق فعالیت کردند. این گروه‌ها شامل:
- گروه اعزامی دانشگاه پلی تکنیک به سرپرستی محسن میردامادی و علی اکبر مهرفرد به کردستان.
- گروه اعزامی دانشگاه صنعتی آریامهر به سرپرستی حسین شوریده و ابراهیم اصغرزاده به گنبد و ترکمن‌صحرا.
- گروه اعزامی دانشگاه ملی به سرپرستی عبدالله سیفی‌کار به مسجدسلیمان، استان خوزستان.
- گروه اعزامی دانشگاه صنعتی اصفهان به سرپرستی محمود حجتی به شهرکرد.
- گروه اعزامی دانشگاه تهران به سرپرستی جواد خیابانی به سیستان و بلوچستان.
- گروه اعزامی از جوانان و کسبه قم به روستاهای اطراف و حضور شهید بهشتی در محل سد کبار قم

پس از اعزام این گروه‌ها لزوم ایجاد نهضت جهاد سازندگی با مشارکت بازی جویان در کشور احساس شد این طرح در اردیبهشت ۵۸ در دانشگاه‌های ایران مورد نظرخواهی قرار گرفت که با موافقت دانشجویان روبرو شد بنابراین طرح تشکیل نهضت مدون شد و توسط سید محمد بهشتی به اطلاع سید روح‌الله خمینی رسید. سید روح‌الله خمینی مهلتی یک ماه را برای تشکیل این نهضت در نظر گرفت و در تاریخ ۲۷ خرداد ۱۳۵۸ چهار ماه بعد از انقلاب اسلامی، فرمان تشکیل جهاد سازندگی را صادر کرد. در ابتدا سید محمد حسینی بهشتی به عنوان نماینده شورای انقلاب در جهاد سازندگی تعیین و سپس علی‌اکبر ناطق نوری به عنوان نماینده سید روح‌الله خمینی، محمدحسین بنی‌اسدی به عنوان نماینده نخست‌وزیر وقت و علیرضا افشار، جواد علیزاده کاشانی و مجتبی آلادپوش به عنوان اولین اعضای شورای مرکزی جهاد سازندگی تعیین شدند. در دی ماه ۱۳۶۰ عبدالله نوری با حکم سید روح‌الله خمینی نماینده ولی فقیه و جایگزین ناطق نوری در این نهاد شد و در ۱۸ بهمن ۱۳۶۸ جای خود را به رجبعلی حیدرزاده داد.

### حضور امام خمینی در روستا در پروژه جهادی
هسته های جوان و انقلابی در تشکیل جهاد سازندگی حضور می یابند و فعالیتهای مردمی برای احداث ابنیه و راه (و یا دیگر مقدورات زیربنائی) در روستاها را آغاز می کنند. به عنوان نمونه، پس از احداث یک مرکز بهداشتی (خانه بهداشت) در روستای شیخ آباد در اطراف قم (محله شیخ آباد امروزین در قم)، سید روح‌الله خمینی به دعوت جوانان جهاد سازندگی برای افتتاح این بنای تازه تاسیس در محل روستا حضور می یابد (بعد از خرداد 1358 و قبل از آغاز تهاجم عراق به ایران در 1359).

### تبدیل به وزارتخانه
جهاد سازندگی‌ تا ۱۳۶۲ ش‌ نهادی‌ دولتی‌ محسوب‌ نمی‌شد، اما انجام‌ کار‌های‌ زیربنایی‌ و تولیدی‌، اهتمام‌ به‌ مشارکت‌ در سیاست‌گذاری‌های‌ کشور و مهم‌تر از همه‌ تلاش‌های‌ بی‌وقفه‌ آن‌ سبب‌ شد تا به‌ وزارتخانه‌ تبدیل‌ شود. بدین‌منظور، مجلس‌ شورای‌ اسلامی‌ در آذر ۱۳۶۲ لایحه‌ تشکیل‌ وزارت‌ جهاد سازندگی‌ را تصویب‌ کرد. وزارت‌ جهاد سازندگی‌ از ۱۳۶۳ ش‌ عهده‌دار وظایف‌ جدیدی‌ شد، از جمله‌ نظارت‌ و سرپرستی‌ سازمان‌ امور عشایر در ۱۳۶۳ ش‌، صنایع‌ روستایی‌ و دستی‌ در ۱۳۶۴ ش‌، شرکت‌ سهامی‌ شیر در ۱۳۶۵ ش‌ و شیلات‌ و فرش‌ در ۱۳۶۶ ش‌.  حرکت‌ به‌ سوی‌ خودکفایی‌ کشور از طریق‌ توسعه‌ کشاورزی، از اهداف‌ اصلی‌ وزارتخانه‌ محسوب‌ می‌شد. تشکیلات‌ جهاد سازندگی‌ پس‌ از دولتی‌ شدن‌، گسترش‌ یافت‌ و سیاست‌های‌ آن‌ متمرکزتر گردید. برای‌ پرهیز از تداخل‌ وظایف‌ آن‌ با وزارت‌ کشاورزی‌ و سایر وزارتخانه‌ها، تفکیک‌ وظایفی‌ صورت‌ گرفت‌. بر این‌ اساس‌ در مهر ۱۳۶۹، مسئولیت‌ دو بخش‌ گسترده‌ امور دام‌ و منابع‌ طبیعی‌ به‌ وظایف‌ جهاد سازندگی‌ افزوده‌ شد و در مقابل‌ از برخی‌ وظایف‌ کوچک‌ در زمینه‌های‌ مختلف‌ کاسته‌ شد که‌ نتیجه‌ آن‌ تغییر سیاست‌های‌ عمران‌ روستایی‌ به‌ سمت‌ امور دام‌ و منابع‌ طبیعی‌ بود. تغییر سیاست‌های‌ جهاد متأثر از عواملی‌ چون‌ افزایش‌ عرضه‌ نیروی‌ کار و کاهش‌ توان‌ اشتغال‌زایی‌ در روستا بود. دو سال‌ پس‌ از تشکیل‌ وزارت‌ جهاد سازندگی‌، لایحه‌ مقررات‌ مالی‌، اداری‌ و استخدامی‌ آن‌ به‌ تصویب‌ مجلس‌ رسید. 

### وزارت جهاد سازندگی
نهاد جهاد سازندگی در روز ۷ آذر ۱۳۶۲ طی طرحی در ۳ فصل شامل اهداف، وظایف و مقررات عمومی در ۱۱ ماده و ۵ تبصره با تأیید مجلس شورای اسلامی، به وزارتخانه جهاد سازندگی تبدیل شد. این طرح ۱۰ روز بعد به تأیید شورای نگهبان رسید. وزارت جهاد سازندگی به کمیته‌های مختلف با شرح وظایف مختلف تقسیم شد، که مهم‌ترین آن‌ها عبارتند از:
- کمیته فرهنگی
- کمیته عمران و فنی
- کمیته کشاورزی
- کمیته بهداشت و درمان
- کمیته پشتیبانی مناطق جنگی
- کمیته صنایع

موفقیت‌های کلی جهاد در کمک‌های فنی، همانند پروژه‌های زیرساختی‌اش، جایگاه ملی آن را ارتقا داد و در سال ۱۳۶۳ به وزارتخانه تبدیل شد. به عنوان یک وزارتخانه، رویکرد عملی جهاد به مشکلات بهره‌وری کشاورزی اغلب با رویکرد بوروکراتیک‌تر و حامی کسب‌وکار خصوصی وزارت کشاورزی در تضاد بود و رقابت بین این دو وزارتخانه در اواخر دهه ۱۳۶۰ شدت گرفت. جهاد به طور کلی از حمایت نخست‌وزیر میرحسین موسوی (۱۳۶۰-۱۳۶۸) برخوردار بود، که دولت او فقر روستایی را یک مسئله اولویت‌دار عدالت اجتماعی می‌دانست و فعالیت‌های جهاد را به عنوان عاملی در راستای رفع آن می‌دید. این وضعیت با دولت رفسنجانی تغییر کرد، که تمایل داشت سیاست‌های ایدئولوژیک دهه ۱۳۶۰ را مانعی برای سرمایه‌گذاری خصوصی که می‌خواست به عنوان بخشی از استراتژی کلی بازسازی خود تشویق کند، ببیند. این تأکید جدید بر سرمایه‌گذاری خصوصی مطابق با ایده‌های تکنوکرات‌های توسعه اقتصادی تهران بود که به تدریج سیاست‌های اقتصادی نئولیبرالی را پذیرفته بودند که صندوق بین‌المللی پول، بانک جهانی و سایر سازمان‌های بین‌المللی در اواخر دهه ۱۳۶۰ در حال ترویج آن بودند. در مورد کشاورزی، دومی (سازمان‌های بین‌المللی و تکنوکرات‌های اقتصادی) می‌خواستند با ادغام جهاد در وزارت کشاورزی، آن را تحت کنترل خود درآورند؛ سیاستی که هر دو (جهاد و وزارت کشاورزی) در ابتدا در برابر آن مقاومت کردند. در نهایت، جهاد نتوانست از ادغام خود در وزارت کشاورزی جلوگیری کند، اما هویت جداگانه و تمرکز خود را بر پروژه‌های توسعه روستایی حفظ کرده است.

### وزارت جهاد کشاورزی
بر اساس قانون برنامه سوم توسعه اقتصادی، اجتماعی و فرهنگی جمهوری اسلامی ایران و در جهت اصلاح نظام اداری، کاهش تصدی‌های غیر ضروری، ارتقای بهره‌وری و کارایی نیروی انسانی و مدیریت دستگاه‌های اجرایی، حذف موازی کاری‌ها و تجمع امور کشاورزی، دام، توسعه و عمران روستایی، لایحه ادغام وزارت جهاد سازندگی و وزارت کشاورزی و تشکیل وزارت جهاد کشاورزی توسط سازمان مدیریت و برنامه‌ریزی تهیه شد و در تاریخ ۲۶ مرداد ۱۳۷۹ با قید یک فوریت به مجلس شورای اسلامی رفت. این لایحه در تاریخ ۶ دی ۱۳۷۹ به تصویب مجلس شورای اسلامی رسید و در تاریخ ۱۰ دی ۱۳۷۹ توسط شورای نگهبان تأیید شد.

## فرمان سید روح‌الله خمینی

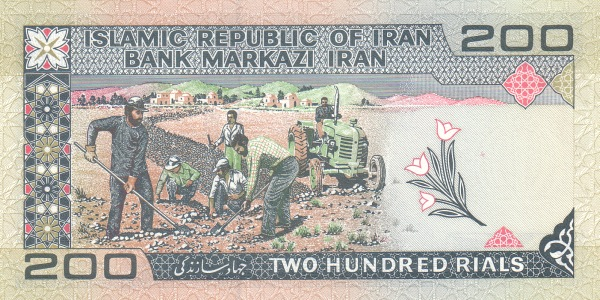
تصویر افرادی در حال کار در جهاد سازندگی در پشت اسکناس ۲۰۰ ریالی

سید روح‌الله خمینی در ۲۷ خرداد ۱۳۵۸ چهار ماه بعد از وقوع انقلاب، در طی فرمانی نهاد جهاد سازندگی را تشکیل داد. در این فرمان از ملت ایران به عنوان ملتی فداکار یاد می‌شود و تنها راه ساخت ویرانی‌های کشور که به عقیده سید روح‌الله خمینی از آثار حکومت پهلوی بر ایران است، همکاری ملت ایران عنوان می‌شود. در بخشی از این فرمان آمده است.
لکن این دیوار شیطانی بزرگ که شکست، پشت این دیوار و خرابی‌های زیادی هست و ناچاریم که برای سازندگی به ملت متوجه بشویم. برای اینکه خرابی‌هایی را که در طول مدت حکومت جائر پهلوی در مملکت ما حاصل شده است ترمیم کنیم و بحمدالله ملت ما راجع به سازندگی مهیا بودن خود را اعلام کردند. دانشجوهای عزیز، متخصصین، مهندسین و بازاریان، کشاورزان همه قشرهای ملت داوطلب‌اند که ایرانی که به‌طور مخروبه به دست ما آمده، بسازند از این جهت باید ما این جهاد را به سازندگی موسوم کنیم.
همچنین در انتهای این فرمان سید روح‌الله خمینی ثواب سازندگی و شرکت در این جهاد را بالاتر از زیارت مکه و مدینه می‌داند:
بلکه من از اشخاصی که برای زیارت‌ها مثل زیارت مکه معظمه و مدینه منوره می‌خواهند به‌طور استحباب بروند، از آن‌ها می‌خواهم و تقاضا می‌کنم که شما که برای ثواب می‌خواهید به مکه مشرف بشوید یا می‌خواهید به مدینه منوره یا به عتبات عالیات مشرف بشوید، امروز ثوابی بالاتر از این نیست که به برادران خودتان کمک کنید و این سازندگی را همه با هم شروع کنیم، که ایران خودتان درست ساخته بشود و برادران شما نجات یابند.

## جنگ ایران و عراق
جهاد سازندگی در طول جنگ ایران و عراق نقش پر رنگی را ایفا نمود. جهاد در جنگ حضور مهندسی داشت و با ساخت پل، سنگر، خاکریز و جاده در مناطق مختلف، باعث پیش‌روی نیروهای مسلح ایران در جنگ می‌شد، که در این زمینه می‌توان به احداث پل بعثت بر رودخانه اروند اشاره کرد. جهاد در جنگ یک قرارگاه مرکزی و ۵ قرارگاه محور عملیاتی شامل قرارگاه کربلا، نوح، نجف، حمزه سیدالشهدا و رمضان داشت، همچنین از ۶ تیپ مهندسی و ۳ گردان در مناطق جنگی مانند تیپ‌های مهندسی استان خراسان، فارس، اصفهان، کرمان و سمنان تشکیل می‌شد، ضمن اینکه ۴۵ گردان مستقل نیز از استان‌های مختلف، فعالیت خدمات مهندسی و پشتیبانی ارائه می‌دادند. از اعضای جهاد سازندگی در جنگ ایران و عراق ۱٫۱۰۰ نفر کشته، ۲۲٫۰۰۰ نفر زخمی و بیش از ۸۰۰ نفر توسط ارتش عراق اسیر شدند.

### سنگرسازان بی‌سنگر
لقب سنگرسازان بی‌سنگر توسط سید روح‌الله خمینی، به اعضای جهاد سازندگی، به دلیل نقش موثر  آنها در طول جنگ داده شد.

### فعالیت‌های مهم
- عملیات خیبر
  - پل شناور خیبر: پل ۱۴ کیلومتری، بدون پایه بر روی آب، که در فاصله میان سه‌راهی فتح تا جزیره شمالی احداث گردید.
  - جاده سیدالشهدا: احداث جاده‌ای که نیروهای مسلح ایرانی با بهره‌برداری از آن، توانستند بخشی از هورالعظیم را پر کنند و با اطمینان خاطر بیشتری جزایر را در اختیار داشته باشند.
  - پل بعثت: پلی شناور بر روی رودخانه اروند که با استفاده از ۳ هزار و ۴۰۰ شاخه لوله ۵۶ اینچ انتقال نفت، طراحی و احداث گردید.
  - جاده رملی
- عملیات والفجر هشت
  - پل شناور خضر: بعد از عملیات والفجر هشت و پیش از ساخت پل بعثت، این پل شناور با هدف ارسال محموله‌های پشتیبانی و ارائه تدارکات به نیروهای مسلح ایرانی مستقر در منطقه فاو، بر روی رودخانه اروندرود احداث گردید.

## اهداف
عمده‌ترین اهدافی که تأسیس نهاد جهاد سازندگی:
- رفع محرومیت از روستاهایی که از ساده‌ترین امکانات رفاهی نیز محروم بودند.
- حرکت به سوی استقلال و خودکفائی کشور با تلاش در جهت بهبود وضع اقتصادی و اجتماعی روستاها و مناطق عشایری از طریق توسعه کشاورزی، دامداری، صنایع روستائی
- ایجاد زمینه لازم جهت رشد شخصیت والای انسانی روستائیان از طریق مشارکت و نظارت آنان در فعالیت‌های روستائی
- بسیج قشرها مختلف مردم جهت سازندگی روستاها و فراهم کردن امکان تلاش برای رشد و تکامل آنها؛ که به علت ابعاد گسترده ویرانی‌ها و محرومیت‌های به جا مانده از رژیم پهلوی، جهاد سازندگی اولویت در امر سازندگی را به روستاهای دورافتاده و محروم اختصاص داد.

## اردوهای جهادی
اردوهای جهاد سازندگی هر ساله در ایام تابستان و عید نوروز با حضور دانشجویان و طلاب در مناطق دورافتاده و محروم روستایی، برگزار می‌شود.